# Neolophonotus gertrudae
Neolophonotus gertrudae là một loài ruồi trong họ Asilidae. Neolophonotus gertrudae được Londt miêu tả năm 1985. Loài này phân bố ở vùng nhiệt đới châu Phi.